# Lusewa
Lusewa ist ein Verwaltungsbezirk (Ward) des Distrikts Namtumbo in der tansanischen Region Ruvuma.

## Geografie
Lusewa liegt im Südwesten von Tansania an der Grenze zu Mosambik. Der größte Fluss ist der Rovuma, der die Grenze im Süden bildet. Der Bezirk grenzt im Norden an Ligera, im Osten an Mchomoro und Magazini, im Süden an Mosambik und im Westen an Msisima und Lisimonji. Bei der Volkszählung 2022 lebten 20.919 Menschen in 5171 Haushalten auf einer Fläche von 2520 Quadratkilometern.

## Gliederung
Der Bezirk besteht aus 25 Orten (Kitongoji):
- Msanga
- Mchanjila
- Madagaska
- Serikalini
- Kazinyingi
- Ushirika
- Madukani
- Kwizombe
- Malechela
- Zanzibar
- Shuleni
- Ujamaa
- Nambaile
- Matogoro
- Makambako
- Misheni A
- Misheni B
- Legeza A
- Misheni C
- Mbatamila
- Legeza B
- Legeza C
- Mikongo
- Tuliani A
- Tuliani B

## Infrastruktur
- Bildung: Die Sasawala Secondary School ist eine staatliche weiterführende Tagesschule, die Jugendliche bis zur 4. Stufe ausbildet.[7]
- Gesundheit: In Lusewa befindet sich ein staatliches Gesundheitszentrum, das Patienten ambulant und stationär behandelt.[8]